# Улица Польских Повстанцев
Улица По́льских Повста́нцев (бывшая Спа́сская, Семина́рская, Тра́нспортная) — улица в Правобережном округе города Иркутска, одна из центральных и старейших улиц города. Расположена в историческом центре между параллельными ей улицами Нижняя набережная и Рабочая, начинается от пересечения с улицей Сухэ-Батора, заканчивается пересечением с улицей Декабрьских Событий.
В 1782 году на Спасской улице было построено здание Иркутской духовной семинарии. Улица стала называться Семинарской.
В 1920-х годах Семинарская улица была переименована в Транспортную улицу.
В 1967 году Транспортная улица была переименована в улицу Польских Повстанцев в память о Кругобайкальском восстании 1866 года.